# Paul Wormser
Paul Albert Wormser (ur. 11 lipca 1905 w Colmar, zm. 17 sierpnia 1944 w Sainte-Radegonde) – francuski szpadzista, brązowy medalista olimpijski.
Na igrzyskach olimpijskich w Berlinie w 1936 roku Francuzi w składzie: Philippe Cattiau, Bernard Schmetz, Georges Buchard, Michel Pécheux, Henri Dulieux i Paul Wormser zdobyli brązowy medal w turnieju drużynowym. W rywalizacji indywidualnej nie wystąpił. Był to jego jedyny start olimpijski.
Nie zdobył medalu mistrzostw świata.
Ukończył studia na Uniwersytecie Strasburskim i został dentystą w rodzinnym Colmar. Podczas II wojny światowej Wormser został zamordowany wraz z innymi członkami ruchu oporu. Zbrodnię tę nazwano "Masakrą w Sainte-Radegonde".